# Церква Різдва Богородиці (Салтиково)
Церква Різдва Богородиці, Салтиково — видазначна пам'ятка архітектури російського класицизму в колишній садибі дворян Дурново в Тверській області, Росія.
Церква в зниклій історичній садибі була розташована на відстані 22 версти від містечка Кашино та на відстані 130 верст від міста Твер.

## Історія будівництва
Фундаторами садибного храму були брати Дурново, Сергій та Миколай. Був використаний проект одного із столичних архітекторів, ім'я якого ще треба встановити. Будівицтво тривало в 1791-1797 роках. Остаточно церква декорована 1806 року. 

## Опис пам'ятки

Джордж Доу. Генерал Дурново Іван Миколайович (1782-1850). Державний Ермітаж.

Компактна, прямокутна за поземним планом, має одну баню. Вибудована з червоної цегли, фасади колись були потиньковані і прикрашені стандартним декором з зображенням янголів.  Церква мала стандартні культові стінописи в казенному стилі 19 ст., частково збережені в поруйнованому храмі. 
Садибна церква мала низку специфічних особливостей, що зробило її унікальною пам'яткою архітектури. Всі фасади церкви однакові. Церква не мала притвору, звичної трапезної, дзвіниця була вибудована окремо (зараз відсутня). Навіть східний фасад, де прибудовували абсиду, в садибній церкві Різдва Богородиці нетиповий (абсида абсолютно відсутня). Кути компактної споруди виділені пласкими портиками з пілястрами і трикутними фронтонами. Церква використовувалась і як садибний храм, і як мавзолей родини Дурново. Так, в церкві поховали фундатора храму Миколу Дурново, братів, генерала Дурново Івана Миколайовича та Сергія. Поховання давно пограбовані і розбиті.
Село Салтиково, визнане як неперспективне, втратило мешканців. Окремі будинки використовують як дачі влітку.  Згідно з наказом ще Калінінського облвиконкому  № 310 від  20.08.1973 року  визнана пам'яткою архітектури місцевого значения «Церковь Рождества Богородицы с живописью». За сорок останніх років  (1973-2013) від взяття на облік пам'ятка архітектури не отримала нічого. Церква з поруйнованим дахом ніяк не використовується, стоїть пусткою.